# Lernaeenicus mulli
Lernaeenicus mulli is een eenoogkreeftjessoort uit de familie van de Pennellidae. De wetenschappelijke naam van de soort is voor het eerst geldig gepubliceerd in 1870 door Beneden.